# Nadur Youngsters FC
El Nadur Youngsters FC es un equipo de fútbol de Malta que juega la Primera División de Gozo, la máxima categoría de Gozo.

## Historia
El club fue fundado en el año de 1958 y es uno de los equipos más populares de Gozo y todos los años cría a jóvenes jugadores del pueblo. Ha conseguido 13 campeonatos de Primera División y 3 de Segunda División. También logró ganar 9 títulos de Copa de Gozo.

## Palmarés
- Primera División de Gozo: 13

1968, 1995, 1996, 1997, 1999, 2002, 2003, 2006, 2007, 2008, 2013, 2020, 2022
- Segunda División de Gozo: 3

1953, 1958, 1990
- Copa de Gozo: 9

1998, 1993, 1994, 1995, 1996, 2004, 2011, 2014, 2022
- Copa de la Independencia: 11

1968, 1990, 1994, 1995, 1996, 2002, 2005, 2006, 2007, 2008, 2013